# Soshite Chichi ni Naru
Soshite Chichi ni Naru (そして父になる) também conhecido como Pais e Filhos no Brasil e Tal Pai, Tal Filho em Portugal é um filme japonês de 2013 dirigido por Hirokazu Kore-eda. É a história de duas famílias, uma rica e uma pobre, que descobrem que seus filhos de 6 anos de idade foram trocados na maternidade. O filme foca principalmente no frio homem de negócios Ryota Nonomiya, em sua jornada emocional para compreender seu passado e sua relação com a família.
Em 2013, o filme recebeu o Prêmio do Júri no Festival de Cannes, quando venceu o Jury Prize e a medalha do júri ecumênico. Também foi exibido no Festival de Toronto de 2013 e conquistou o prêmio Rogers People's Choice Award no Festival Internacional de Cinema de Vancouver.